# Тышко, Леонид Борисович
Леонид Борисович Тышко (род. 9 ноября 1945, Брест, БССР) — советский белорусский музыкант, певец, бас-гитарист. Заслуженный артист БССР (1979), участник ансамбля «Песняры».

## Биография
Выпускник Брестского музыкального училища 1964 года по классу домры. В том же году был призван на срочную службу в армию, служил в одной части и познакомился с Владимиром Мулявиным.
Один из основателей коллектива «Песняры» (первоначальное название «Лявоны»).
Работал в ансамбле с 1968 по 1981 год. Играл на бас-гитаре, исполнял басовые вокальные партии (подпевка), писал стихи.
В 1970 году он и Владислав Мисевич предложили Мулявину ставшее потом очень известным название ВИА — «Песняры».
В марте 1981 года, после больших гастролей по Латинской Америке и возникших там недоразумений с руководителем ансамбля, добровольно покинул ансамбль. Стал вторым музыкантом из «золотого состава» «Песняров», который покинул группу на вершине его успеха. Вместе с младшим братом Эдуардом играл в ресторанах «Юбилейный» и «Каменный цветок» г. Минска, занимался преподавательской деятельностью.
В 1991 году со второй женой уехал на жительство в Израиль и был лишен белорусского гражданства. В настоящее время проживает в г. Хайфе с женой и сыном.
Предложение Леонида Борткевича принять участие в воссоздании «Песняров» отклонил. В 2009 году по приглашению Владислава Мисевича выступил с ансамблем «Белорусские песняры» во Дворце Республики, принял участие в юбилейном концерте на фестивале «Золотой шлягер» в Могилеве.

## Фильмография
1974 — Ясь и Янина — студент-стройотрядовец, участник ВИА «Песняры»
1973 — Эта весёлая планета — участник ВИА «Песняры»
В байопике «За полчаса до весны» (2023) в роли Тышко — актёр Александр Ильин.